# 3249 Musashino
3249 Musashino este un asteroid din centura principală, descoperit pe 18 februarie 1977 de Hiroki Kōsai și Ki'ichirō Furukawa.